# لورنزو گررو
لورنزو گررو گوتیرز (به اسپانیایی: Lorenzo Guerrero Gutiérrez) (زاده ۱۳ نوامبر ۱۹۰۰ – درگذشته ۱۵ آوریل ۱۹۸۱) یک سیاستمدار اهل نیکاراگوئه بود. وی از ۴ اوت ۱۹۶۶ تا ۱ مه ۱۹۶۷ رئیس‌جمهور این کشور بود.